# Australomedusa
Australomedusa is een geslacht van neteldieren uit de familie van de Australomedusidae.

## Soorten
- Australomedusa baylii Russell, 1970
- Australomedusa thrombolites Zeidler & Gershwin, 2004